# Grigorij Něljubov
Grigorij Grigorjevič Něljubov (rusky Григо́рий Григо́рьевич Нелю́бов; 31. března 1934 – 18. února 1966) byl sovětský kosmonaut, jeden ze členů prvního oddílu kosmonautů z roku 1960. Roku 1963 byl z programu propuštěn kvůli výtržnictví a opilství. Jeho působení v oddílu kosmonautů bylo proto až do pozdních 80. let tajeno. V roce 1966 spáchal sebevraždu.

## Život
Narodil se na Krymu ve městě Porfirijevka. Stal se kapitánem a pilotem v sovětském letectvu. V březnu 1960 byl vybrán jako jeden z 20 původních sovětských kosmonautů. V roce 1961 byla z této dvacítky vybrána šestice, která se měla připravovat na první lety do vesmíru na palubě kosmické lodě Vostok. Něljubov byl vybrán jako jeden ze členů této šestice a poté dokonce jako jeden z první trojice kandidátů.  Působil jako druhý záložní kosmonaut při historickém letu Jurije Gagarina ve Vostoku 1 a jako první záložní pilot pro let Vostok 2 na jehož palubě byl German Titov. Při současném letu dvou lodí Vostok 3 a Vostok 4 byl Něljubov znovu v záložní posádce, tentokrát letěli Andrijan Nikolajev a Pavel Popovič.
V březnu 1963 byli Grigorij Něljubov, Ivan Anikejev a Valentin Filaťjev zatčení kvůli opilství a výtržnictví na stanici metra Čkalovskaja. Podle zpráv byli důstojníci milice ochotni celý incident ignorovat, pokud se kosmonauti omluví. To ovšem Něljubov odmítl a záležitost byla ohlášena úřadům. Protože měli kosmonauti už na svědomí více podobných prohřešků, byli všichni tři propuštěni. Něljubov se tak do vesmíru nikdy nedostal.
Po propuštění z oddílu kosmonautů se vrátil k létání, byl odvelen na Dálný východ. Ovšem propadl depresím a alkoholu. V únoru 1966 v opilosti spáchal sebevraždu, když skočil pod vlak. Po jeho smrti byla vyvíjena snaha zakrýt důvod Něljubova propuštění a sebevraždy a také jeho působení v oddílu kosmonautů. Byl vymazán ze společných fotografií a o jeho existenci se veřejnost dozvěděla až v 80. letech.